# Meduna
Meduna  je rijeka u pokrajini Furlanija-Julijska krajina na istoku Sjeverne Italije, duga 85 km, glavna pritoka rijeke Livenze koja u cijelosti teče kroz Pokrajinu Pordenone.

## Zemljopisne karakteristike
Meduna se formira u furlanskim Dolomitima od više alpskih brzaca. Najveći se zove Canal grande di Meduna izvire kod planine Burlaton (2121 m) i teče oko 8 km nizvodno da spoja s brzacem Canal piccolo di Meduna, koji ima izvor na Planini Dosaip (2062 m) i Vuar koji ima izvor na Planini Caserine Alte (2306 m). Zatim Meduna teče u pravcu istoka do umjetnog jezera Lago di Ca 'Zul.
Meduna zatim teče do visoravni Tramonti di Sopra, tu prima lijevu pritoku Viellia. Neposredno nakon toga Meduna zavija na jug i tu prima s lijeva potoke; Chiarchia, Tarcenò i Chiarzo. Nakon toga teče do brane Racli, koja je podignuta 1950-ih godina 20. stoljeća za umjetno jezero Lago di Tremonti kapaciteta 20 milijuna m³. Meduna zatim kod mjesta Chievolis, prima desnu pritoku Silisia, nastavlja teći prema jugu i prima desnu pritoku Muiè i ulazi u kotlinu Meduno kod mjesta Monteli. Nakon toga se kod mjesta Ponti di Tremeacque (Prata di Pordenone) ulijeva u Livenzu kao njena lijeva i najveća pritoka.
Već nekoliko desetljeća vode Meduna se rabe za proizvodnju električne energije i za navodnjavanje visoravni Spilimbergo. U tu svrhu, izgrađene su tri akumulacije; 
- Lago di Tremonti kod mosta Racli,
- Lago di Ca 'Zul  i
- Lago di Caselve na pritoci Silisia.

## Vanjske poveznice
- Torrenti - Torrente Meduna carta d'identità (Fiumi Italiani) (tal.)